# Orchestra Filarmonica della Malaysia
L'Orchestra Filarmonica della Malaysia (OFM; Orkestra Filharmonik Malaysia), fondata nel 1997, è l'orchestra residente della Petronas Philharmonic Hall di Kuala Lumpur, in Malaysia. I membri dell'orchestra sono composti da musicisti provenienti da 25 paesi.
Sebbene l'istituzione dell'orchestra sia dedicata principalmente alla musica classica con un'ampia gamma di repertorio, la sua versatilità trascende il genere musicale alla ballata, alla musica pop, al jazz, alla musica popolare e alla musica contemporanea.

## Storia
L'OFM fece il suo primo concerto il 17 agosto 1998 sotto la direzione del suo primo direttore musicale e fondatore, Kees Bakels. Nel luglio 2003 Bakels annunciò che si sarebbe dimesso per motivi di salute. Nel settembre 2003 l'OFM nominò James Judd come successore di Bakels a partire dalla stagione 2004/2005.
Tuttavia il 14 giugno 2004 l'OFM tramite il comunicato stampa confermò che "tutti i rapporti contrattuali tra OFM e Mr Judd sono cessati con effetto dal 7 aprile 2004". L'annuncio stampa non indicava alcun motivo alla base della risoluzione del contratto. A causa della risoluzione Bakels accettò di continuare fino a quando l'OFM non riuscì a trovare il suo sostituto. Bakels detenne la carica fino alla fine della stagione 2004/2005 e, in seguito, fu insignito del titolo di direttore d'orchestra laureato dell'OFM.
Nel novembre 2004 Matthias Bamert fu nominato nuovo direttore musicale dell'OFM per sostituire Bakels a partire dall'agosto 2005. Bamert ha prestato servizio all'OFM fino alla fine della stagione 2007/2008.
Claus Peter Flor subentrò a Bamert come direttore musicale dell'OFM a partire dall'agosto 2008, con un contratto iniziale di 3 anni. Peter Flor ha prestato servizio all'OFM fino alla fine della stagione 2013/2014. Dopo che Peter Flor ebbe lasciato l'OFM nel 2014, l'orchestra non ha più nominato alcun direttore musicale.
Nello stesso anno Fabio Mechetti fu nominato in sostituzione di Peter Flor come direttore principale dell'OFM. Ha prestato servizio fino alla fine della stagione 2015/2016.

## Noti interpreti ospiti
Fin dalla sua inaugurazione nel 1998, l'orchestra ha lavorato con molti direttori d'orchestra, jazzisti e musicisti classici di fama internazionale, tra cui: Lorin Maazel, Gennadi Rozhdestvensky, Mstislav Rostropovich, Jiří Bělohlávek, Rafael Frühbeck de Burgos, Sir Neville Marriner, Vladimir Ashkenazy, Yehudi Menuhin, Vadim Repin, Joshua Bell, Sarah Chang, Jean-Yves Thibaudet, Branford Marsalis, Harry Connick Jr., Chris Botti, José Carreras, Andrea Bocelli, Dame Kiri Te Kanawa e Sumi Jo.

## Registrazioni
Ad oggi l'OFM ha realizzato 17 registrazioni con 3 etichette.
| Data pubblicazione | Compositore: Titolo album                                      | Direttore, esecutore         | Etichetta, Catalogo n.           |
| ------------------ | -------------------------------------------------------------- | ---------------------------- | -------------------------------- |
| Gennaio 2001       | Jean Sibelius, Aram Khachaturian: Concerti per violino         | Kees Bakels, Aaron Rosand    | Vox Classics, Cat n: 7904        |
| Febbraio 2002      | Alexander Glazunov: Concerto per violino, Meditazione, ecc     | Kees Bakels, Aaron Rosand    | Vox Classics, Cat n: 7907        |
| Agosto 2002        | Antonín Dvořák: Musica per violoncello e orchestra             | Kees Bakels, Torleif Thedéen | BIS, Cat n: BIS-1276 CD          |
| Gennaio 2003       | Giuseppe Martucci: Sinfonia n. 1 op. 75 e Sinfonia n. 2 op. 81 | Kees Bakels                  | BIS, Cat n: BIS-1255 CD          |
| Agosto 2003        | Nikolai Rimsky-Korsakov: Shéhérazade Op. 35                    | Kees Bakels                  | BIS, Cat n: BIS-1377 CD          |
| Settembre 2004     | Nikolai Rimsky-Korsakov: Capriccio spagnolo Op. 34             | Kees Bakels, Noriko Ogawa    | BIS, Cat n: BIS-1387 CD          |
| Aprile 2005        | Nikolai Rimsky-Korsakov: Sinfonia n. 1 e Sinfonia n. 3 Op. 32  | Kees Bakels                  | BIS, Cat n: BIS-1477 CD          |
| Febbraio 2006      | Édouard Lalo: Opere orchestrali                                | Kees Bakels, Torleif Thedéen | BIS, Cat n: BIS-1296 CD          |
| Aprile 2006        | Nikolai Rimsky-Korsakov: La fanciulla delle nevi               | Kees Bakels                  | BIS, Cat n: BIS-1577 CD          |
| Luglio 2007        | Nikolai Rimsky-Korsakov: Opere orchestrali                     | Kees Bakels, Noriko Ogawa    | BIS, Cat n: BIS-1667 CD          |
| Giugno 2009        | Josef Suk: Asrael Symphony                                     | Claus Peter Flor             | BIS, Cat n: BIS-1776 SACD        |
| Dicembre 2010      | Bedřich Smetana: Má vlast                                      | Claus Peter Flor             | BIS, Cat n: BIS-1805 SACD        |
| Agosto 2011        | Vasily Kalinnikov: Le due sinfonie                             | Kees Bakels                  | BIS, Cat n: BIS-1155 CD          |
| Marzo 2012         | Antonín Dvořák: Sinfonia n. 7                                  | Claus Peter Flor             | BIS, Cat n: BIS-1896 SACD        |
| Luglio 2012        | Antonín Dvořák: Sinfonia n.8                                   | Claus Peter Flor             | BIS, Cat n: BIS-1976 SACD        |
| Oct 2012           | Antonín Dvořák: Sinfonia n.9                                   | Claus Peter Flor             | BIS, Cat n: BIS-1856 SACD        |
| Settembre 2017     | Carl Davis: Aladdin: il balletto                               | Carl Davis                   | Carl Davis Collection, Cat n: 29 |

## Controversie
Durante il mandato di Peter Flor supervisionò il controverso "licenziamento" di nove musicisti. Il caso portò a una chiamata dalla Federazione internazionale dei musicisti per boicottare le audizioni dell'orchestra. Questi musicisti hanno un contratto a tempo determinato scaduto il 15 agosto 2012. Prima di agosto 2012 l'OFM inviò comunicazioni ai musicisti interessati per notificare ufficialmente che i loro contratti non sarebbero stati rinnovati. Sette dei nove musicisti che ricevettero le notifiche di non rinnovo presentarono una causa legale contro l'OFM presso il Tribunale industriale malese, contestando la decisione del loro ex datore di lavoro di non estendere i loro contratti. I musicisti sono Toko Inomoto (violista), Brian C. Larson (violinista), Paul Andrew Philbert (timpanista), Darcey Layne Timmerman (percussionista), Kevin Hugh Thompson (trombonista), Markus Gunderman (violinista) e Liu Jian (violinista).
Nel 2015 la Corte industriale malese respinse la causa per licenziamento adducendo che i contratti a tempo determinato dei musicisti erano naturalmente scaduti e quindi l'OFM non aveva nemmeno avuto bisogno di licenziarli. La corte aggiunse che il caso non è considerato un benservito o un congedo, ma semplicemente non estendeva il contratto scaduto che è comune in qualsiasi settore.
In un caso a parte, nel maggio 2014, il tribunale industriale malese aveva ordinato all'OFM di pagare l'ammenda di 147000 $ per il licenziamento del suo ex direttore generale, Kim Sargeant nel 2006.

## Direttore incaricato
Naohisa Furusawa ottenne il posto di primo piano come direttore residente in sostituzione di Mechetti ad agosto 2016. È stato membro della sezione contrabbassi per questa orchestra dal gennaio 2003.
Anna Reszniak è l'ultima violinista che detiene la posizione di primo violino per questa orchestra. Lasciò l'orchestra alla fine della stagione 2013/2014 per unirsi all'Orchestra Sinfonica di Norimberga nella stessa posizione. Fino ad oggi l'orchestra non ha assunto un sostituto per riempire il posto vacante. Dalla stagione 2014/2015, il ruolo è svolto dall'assistente direttore del concerto, Peter Daniš.

## Direttori musicali / direttori d'orchestra
- Kees Bakels (1998–2005) Direttore musicale / Direttore d'orchestra principale
- Matthias Bamert (2005–2008) Direttore musicale / Direttore d'orchestra principale
- Claus Peter Flor (2008–2014) Direttore musicale / Direttore d'orchestra principale
- Fabio Mechetti (2014–2016) Direttore d'orchestra principale
- Ciarán McAuley (2014–2016) Direttore d'orchestra residente
- Naohisa Furusawa (2016–) Direttore d'orchestra residente